# Domingo Arévalos
Domingo Soriano Arévalos Acosta (Santiago de Misiones, Paraguay, 15 de octubre de 1968) es un exjugador paraguayo, que jugaba de delantero y militó en diversos clubes de Paraguay, Argentina y Chile. Es un jugador plenamente identificado con Sol de América, club donde jugó en 4 ciclos diferentes y fue el club, donde terminó su carrera futbolista.

## Clubes
| Club                    | País      | Año       |
| ----------------------- | --------- | --------- |
| River Plate             | Paraguay  | 1992      |
| Sol de América          | Paraguay  | 1993-1994 |
| Estudiantes de La Plata | Argentina | 1994-1995 |
| Sol de América          | Paraguay  | 1995      |
| Olimpia                 | Paraguay  | 1996      |
| Sol de América          | Paraguay  | 1997-1998 |
| Cerro Porteño           | Paraguay  | 1997      |
| Deportes Puerto Montt   | Chile     | 1999      |
| Santiago Wanderers      | Chile     | 2000      |
| Everton                 | Chile     | 2001      |
| Sol de América          | Paraguay  | 2002-2004 |